# Distrito Interior
El Distrito Estación-Taraguilla-Miraflores, también conocido como Distrito Interior o Distrito 3 es una de las cuatro divisiones administrativas del municipio andaluz de San Roque. Está conformado por la superficie interior del municipio situada en la margen izquierda del río Guadarranque, que lo separa de Los Barrios.
El representante del Ayuntamiento para este distrito es Juan Manuel Ordóñez Montero, del PSOE. La sede de la Tenencia de Alcaldía está situada en la calle Abedul de la Estación de San Roque.
En el año 2009 vivían en el distrito 6.119 habitantes, siendo el tercero en población. Está formado por los siguientes núcleos:
- Estación de San Roque, población situada en torno a la estación ferroviaria del municipio. Surgió en 1909 con la inauguración del ferrocarril en San Roque.
- Taraguilla, situada en un cruce de caminos, con la modificación del límite entre Taraguillas y la barriada de la Estación de San Roque pasa a ser la más poblada de todas las pedanías sanroqueñas, con más de tres mil habitantes.
- Ensenada de Miraflores es una pequeña urbanización situada entre Taraguilla y el casco urbano de San Roque.

El Distrito Interior basa su economía en el transporte, la logística y el comercio. Además de los servicios indispensables en una estación de ferrocarril, posee un polígono empresarial además de varias tiendas de muebles situadas en Taraguilla.

## Galería de imágenes

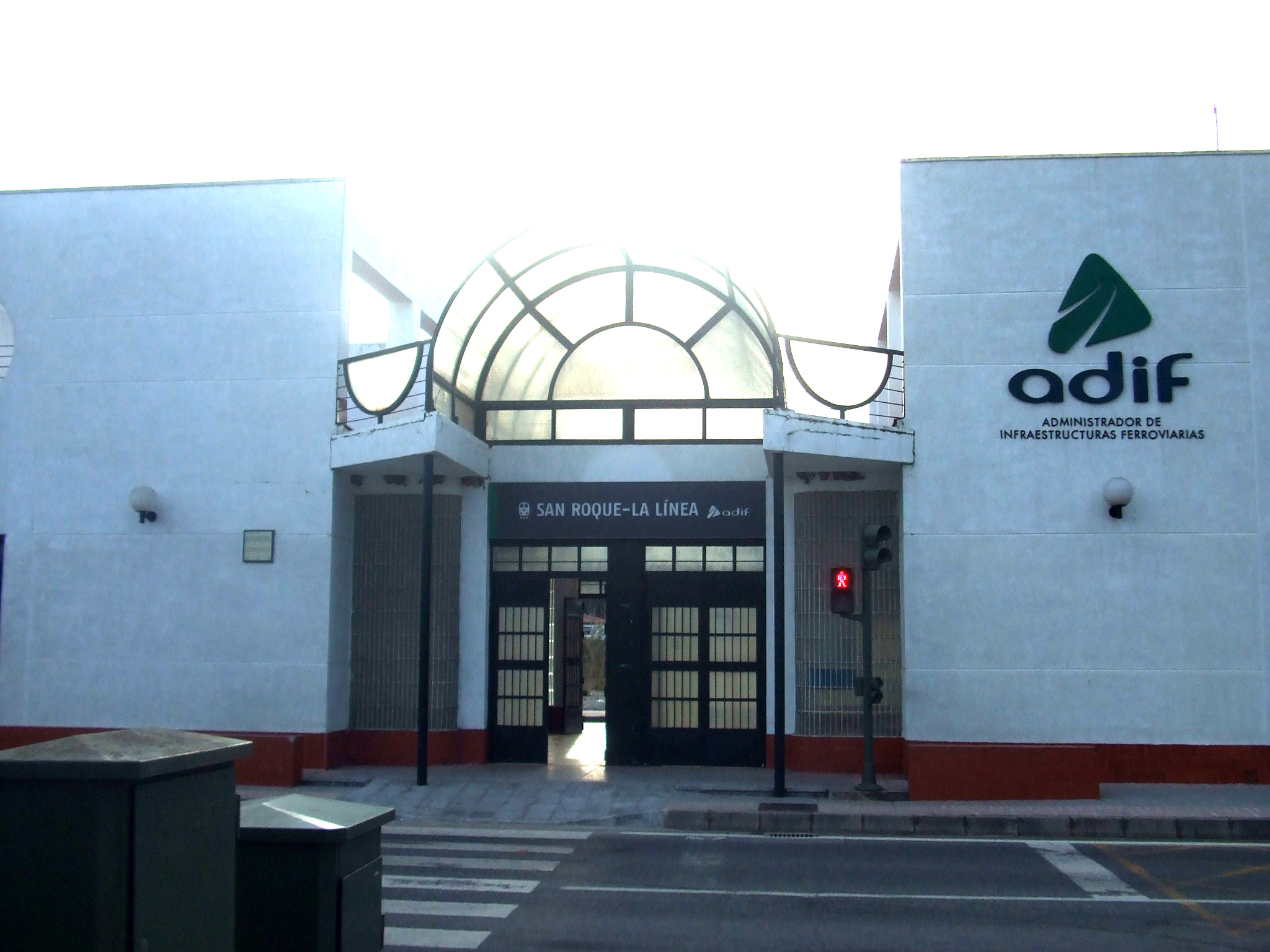
Estación de San Roque.
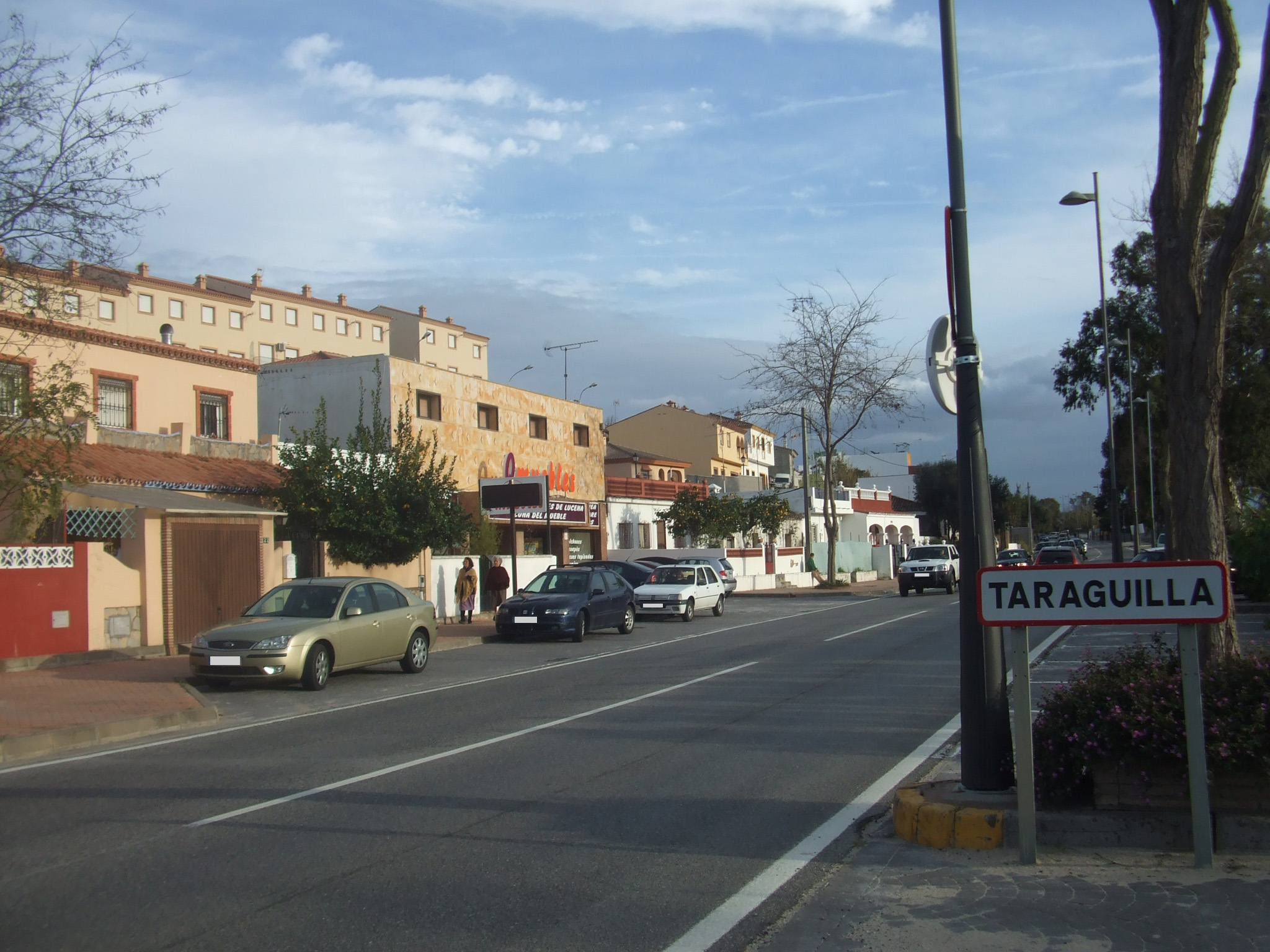
Taraguilla.
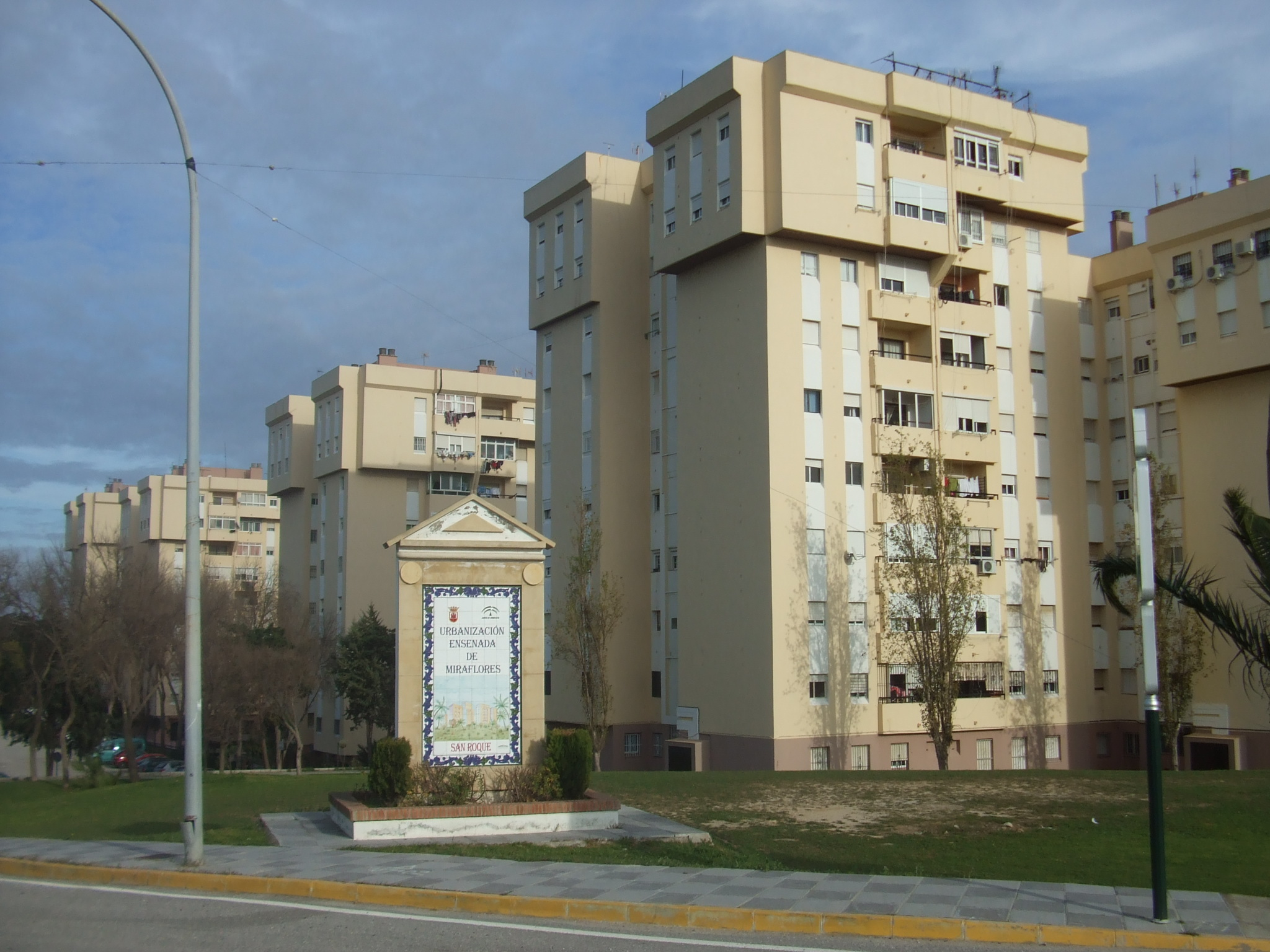
Urbanización Ensenada de Miraflores.
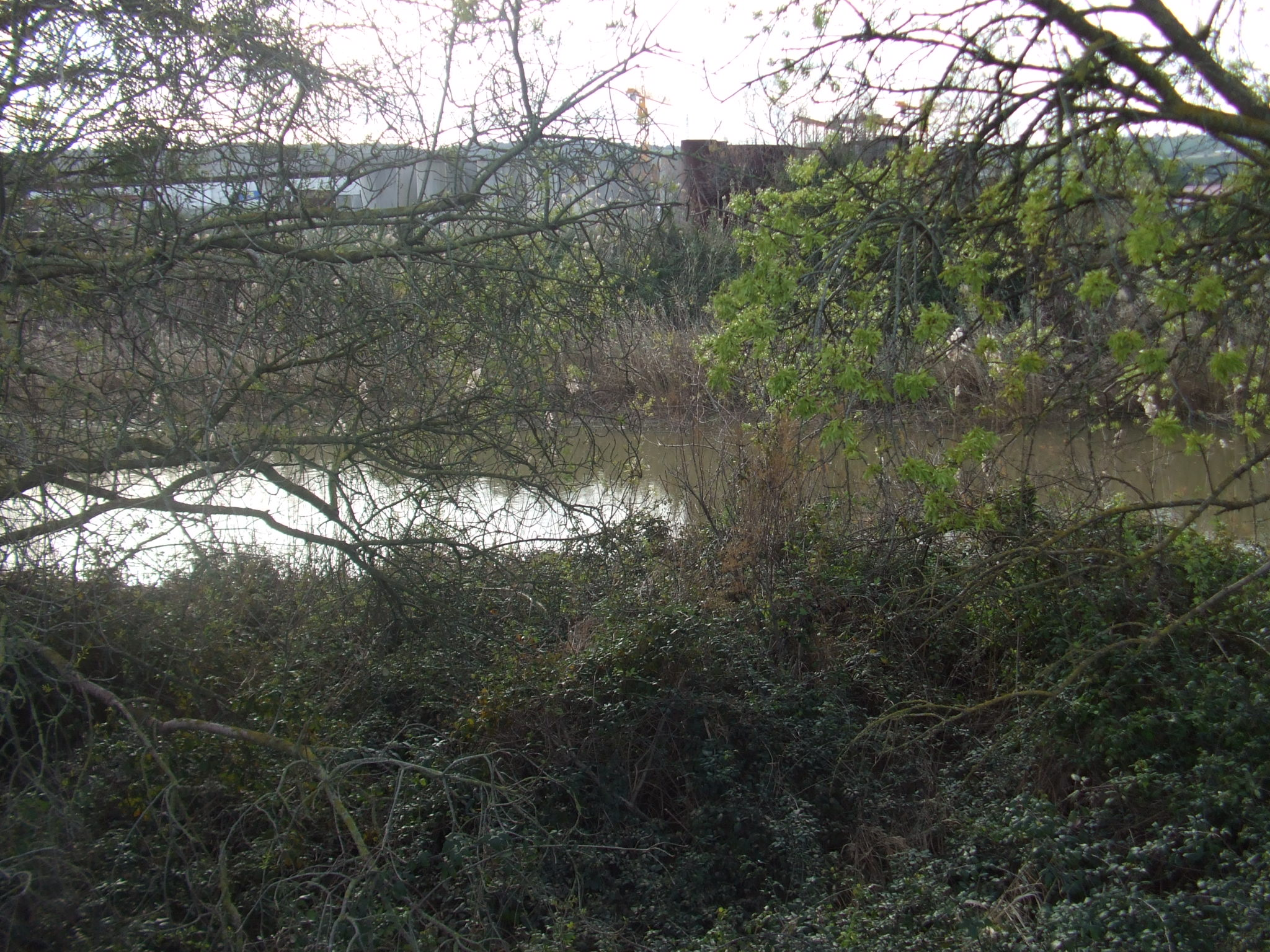
Río Guadarranque.
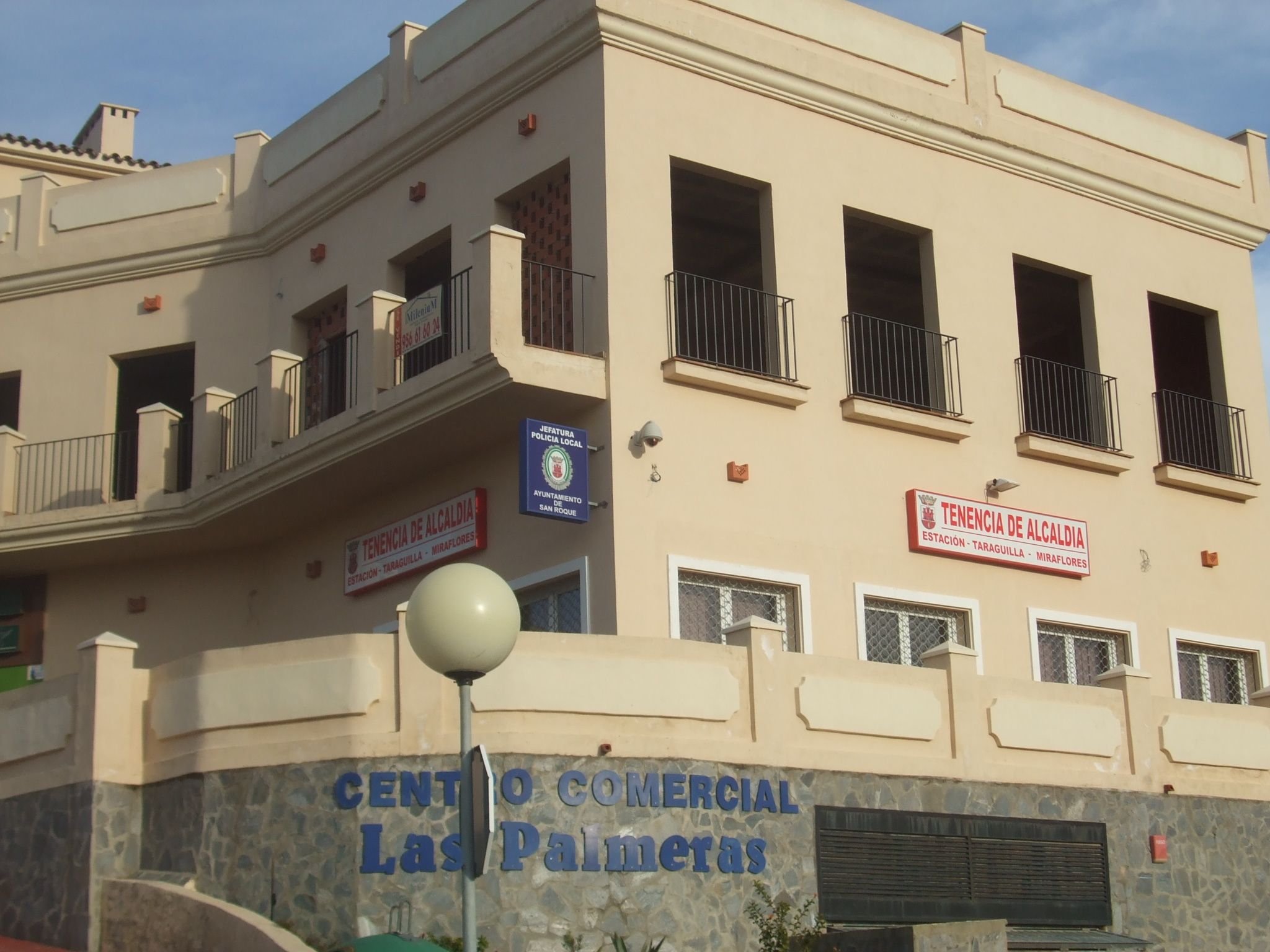
Tenencia de Alcaldía del Distrito.